# Muhàmmad Alim Khan
Sàyyid Muhàmmad Alim Khan (3 de gener de 1880– 28 d'abril de 1944) fou el darrer emir de Bukharà de la dinastia Mangit. Va succeir el seu pare Sayyid Abd al-Ahad Khan a la mort d'aquest el 3 de gener de 1911.

## Biografia
El 1891 fou enviat a Sant Petersburg per estudiar govern i tècniques militars modernes. El 1896, confirmat com a hereu de Bukharà pel govern rus, va retornar a l'Àsia central i durant dos anys va ajudar el seu pare en l'administració i fou nomenat governador de la província de Nasef (1896-1908) i després governador de la província de Karmana (1908-1911). Al saber la mort del seu pare va viatjar a Bukharà on va assumir el tron. La seva primera decisió fou anunciar que no acceptaria més regals i va prohibir els seus oficials de demanar suborns als seus administrats o imposar taxes sense autorització. Aquesta actitud no va durar gaire temps i aviat els suborns van tornar a ser cosa habitual. Els tradicionalistes van agafar el control de l'administració i els reformistes es van haver d'exiliar a Moscou o Kazan. Alim Khan, inicialment partidari de les reformes, es va adonar que en cas de fer-les, no hi hauria lloc per a ell i la seva nissaga a l'estat. Hauria estat l'únic governant Mangit a adoptar el títol de Califa i es considerava descendent de Genguis Kan (en tot cas per via femenina).
Després de la revolució russa, l'abril de 1917 Bukharà es va proclamar independent i, després de la revolució bolxevic, el govern de Moscou va renunciar al protectorat el 18 de març de 1918. El Moviment de la Jove Bukhària (Yeni Bukharlylar) va fer aliança amb els bolxevics. Othman Khodja amb la fortuna paterna va pujar a cap dels djadids (renovadors) i va contribuir a la formació del Partit Comunista de Bukharà (1918). El Soviet de Taixkent fou convidat a envair l'emirat (març de 1919), i van exigir de l'emir l'entrega del poder al Partit dels Joves Bukharians. L'emir va respondre executant a la delegació bolxevic i va fer massacrar als russos establerts a la ciutat (uns centenars); contra el que havia dit el Partit dels Joves Bukharians la població no donava suport a la invasió i el mal equipat i poc disciplinat contingent bolxevic va retornar a Taixkent amb Khodjaev.
Al final del 1919 els djedids es van revoltar i es va iniciar la guerra civil contra l'emir (kan), i es van acostar a Bukharà el febrer, obtenint l'ajut directe dels soviètics el maig de 1920. Moscou va enviar reforços manats pel general Mikhail Frunze i el 10 d'agost es formava un Comitè Revolucionar Provisional de Bukharà presidit per Ahmedzhan Abdusaidov "Hamdi", que va convidar a l'emir a rendir-se. El dia 26 d'agost es va iniciar l'atac final. La lluita va durar quatre dies; la ciutadella de l'emir fou destruïda. L'emir va fugir el dia 30 d'agost cap a la part oriental del kanat (a Duixanbe) encara no dominat pels bolxevics i la bandera vermella es va hissar al minaret Kalyan. El govern de Bukharà fou dirigit de facto pel cap reformista Othman Khodja (Polat Usmon Khodzhayev). El 2 de setembre de 1920 es va proclamar la república Soviètica de Bukharà. El 5 d'octubre es va aprovar una constitució provisional que establia la República Popular de Bukharà d'orientació socialista i deixava el govern en un Comité Revolucionari Central i el 8 d'octubre entrava en funcions el govern, sota presidència de Khodja i dirigit per Mirza Abdulkadyr Mansuroghli Muhitdinov (1892 - 1934) amb una coalició de liberals i bolxevics.
Alim Khan va fugir a l'Afganistan i es va establir a Kabul on el 1921 va fer una crida a la resistència. Part del país li continuava restant fidel, sobretot el governador d'Hissar, Ibrahim Beg. Les tribus rebels formaran més tard el nucli inicial dels basmatxis. Els reformistes es van veure impotents per realitzar el seu programa, ja que depenien d'una administració conservadora que desitjava mantenir les tradicions socials i religioses, i això els va acostar cada vegada més als bolxevics. El 23 de setembre de 1921 es va promulgar una nova constitució. El 1922, el Partit Comunista de Bukharà es va afiliar al Partit Comunista de la Unió Soviètica. Es va tornar a promulgar una nova constitució el 18 d'agost de 1922. El 1923 la resistència (excepte grups aïllats) va tocar a la fi. El juny de 1923, Stalin va acusar el govern local de reaccionari i es va procedir a una purga; els membres nacionalistes del govern foren arrestats. L'11 d'octubre de 1923, el Kurultay (l'Assemblea General) va adoptar l'acord d'establir una bandera del tot vermella amb les inicials de la república daurades. Els caràcters ciríl·lics van substituir els caràcters aràbics que s'utilitzaren fins al 1923. El setembre del 1924, el quart Kurultay adoptà l'acord unànime de transformar la República Popular en una República Soviètica Socialista, i demanar l'ingrés a la Unió Soviètica.
L'emir va continuar residint a Kabul, en alguns moments sota residència vigilada. Contra la idea que vivia en extrema pobresa, avui se sap que va viure en condicions normals. Alim Khan va morir amb 64 anys el 28 d'abril de 1944 i fou enterrat al cementiri de Shuadoi Solehin. La seva filla Shukria Raad Alimi va treballar a Radio Afganistan i va abandonar al país el 1980, poc després de la invasió soviètica de finals de desembre de 1979; amb el seu marit periodista i dos fills, es van establir al Pakistan des d'on van emigrar a Alemanya i un temps després als Estats Units on va treballar (des de 1982) a la Veu d'Amèrica per les emissions de propaganda en dari cap a l'Afganistan.